# Qualificazioni al campionato mondiale di calcio 2014 - AFC
La zona asiatica delle qualificazioni al campionato mondiale di calcio 2014 vede le squadre in competizione per i posti per la fase finale in Brasile.
La AFC ha avuto quattro squadre qualificate direttamente alla fase finale, mentre una quinta formazione giocherà i play-off inter-zona contro una squadra di un'altra confederazione.

## Formato
Il formato prevede 5 fasi:

1. Primo round. Le squadre dal 28º al 43º posto del ranking si sono incontrate in partite di andata e ritorno a eliminazione diretta.

2. Secondo round. Le squadre dal 6º al 27º posto del ranking e le vincenti del primo turno si sono affrontate in partite di andata e ritorno a eliminazione diretta.

3. Terzo round. 5 gruppi da 4. Le squadre classificate dal 1º al 5º posto del ranking si sono incontrate con le 15 vincitrici del secondo turno. Le prime due di ogni girone sono passate al turno successivo.

4. Quarto round. 2 gruppi da 5. Le prime due classificate di ogni girone si sono qualificate alla fase finale del Campionato mondiale 2014, mentre le terze sono passate al quinto turno.

5. Quinto round. Le due squadre classificate al terzo posto nei gironi del quarto round si sono affrontate in partite di andata e ritorno. La vincente si è qualificata per i play-off inter-zona.

## Squadre
La disposizione delle squadre si è basata sui risultati delle Qualificazioni al campionato mondiale di calcio 2010 - AFC.
| Debutta al terzo round (Posti dal 1º al 5º)                            | Debutta al secondo round (Posti dal 6º al 27º) | Debutta al primo round (Posti dal 28º al 43º) |
| ---------------------------------------------------------------------- | --- | --- |
| 1. Giappone 2. Corea del Sud 3. Australia 4. Corea del Nord 5. Bahrein | 1. Arabia Saudita 2. Iran 3. Qatar 4. Uzbekistan 5. Emirati Arabi Uniti 6. Siria 7. Oman 8. Giordania 9. Iraq 10. Singapore 11. Cina 12. Kuwait 13. Thailandia 14. Turkmenistan 15. Libano 16. Yemen 17. Tagikistan 18. Hong Kong 19. Indonesia 20. Kirghizistan 21. Maldive 22. India | 1. Malaysia 2. Afghanistan 3. Cambogia 4. Nepal 5. Bangladesh 6. Vietnam 7. Mongolia 8. Pakistan 9. Palestina 10. Timor Est 11. Macao 12. Taipei cinese 13. Birmania 14. Filippine 15. Laos 16. Sri Lanka |

### Squadre non partecipanti
- Il  Brunei è stato sospeso dalla FIFA nel settembre 2009.
- Il  Bhutan e  Guam non si sono iscritte.

## Primo round
Gli accoppiamenti del primo round sono stati sorteggiati il 30 marzo 2011.
L'andata si è giocata il 29 giugno, il ritorno il 2 e 3 luglio 2011.
| Squadra 1   | Totale      | Squadra 2     | Andata | Ritorno     |
| ----------- | ----------- | ------------- | ------ | ----------- |
| Malaysia    | 4 – 4 (gfc) | Taipei cinese | 2 – 1  | 2 – 3       |
| Bangladesh  | 3 – 0       | Pakistan      | 3 – 0  | 0 – 0       |
| Cambogia    | 6 – 8       | Laos          | 4 – 2  | 2 – 6 (dts) |
| Sri Lanka   | 1 – 5       | Filippine     | 1 – 1  | 0 – 4       |
| Afghanistan | 1 – 3       | Palestina     | 0 – 2  | 1 – 1       |
| Vietnam     | 13 – 1      | Macao         | 6 – 0  | 7 – 1       |
| Nepal       | 7 – 1       | Timor Est     | 2 – 1  | 5 – 0       |
| Mongolia    | 1 – 2       | Birmania      | 1 – 0  | 0 – 2       |

## Secondo round
Gli accoppiamenti del secondo round sono stati sorteggiati il 30 marzo 2011.
L'andata si è giocata il 23 luglio, il ritorno il 28 luglio 2011.
| Squadra 1           | Totale | Squadra 2    | Andata | Ritorno |
| ------------------- | ------ | ------------ | ------ | ------- |
| Thailandia          | 3 – 2  | Palestina    | 1 – 0  | 2 – 2   |
| Libano              | 4 – 2  | Bangladesh   | 4 – 0  | 0 – 2   |
| Cina                | 13 – 3 | Laos         | 7 – 2  | 6 – 1   |
| Turkmenistan        | 4 – 5  | Indonesia    | 1 – 1  | 3 – 4   |
| Kuwait              | 5 – 1  | Filippine    | 3 – 0  | 2 – 1   |
| Oman                | 4 – 0  | Birmania     | 2 – 0  | 2 – 0   |
| Arabia Saudita      | 8 – 0  | Hong Kong    | 3 – 0  | 5 – 0   |
| Iran                | 5 – 0  | Maldive      | 4 – 0  | 1 – 0   |
| Siria               | 0 – 6  | Tagikistan   | 0 – 3* | 0 – 3*  |
| Qatar               | 4 – 2  | Vietnam      | 3 – 0  | 1 – 2   |
| Iraq                | 2 – 0  | Yemen        | 2 – 0  | 0 – 0   |
| Singapore           | 6 – 4  | Malaysia     | 5 – 3  | 1 – 1   |
| Uzbekistan          | 7 – 0  | Kirghizistan | 4 – 0  | 3 – 0   |
| Emirati Arabi Uniti | 5 – 2  | India        | 3 – 0  | 2 – 2   |
| Giordania           | 10 – 1 | Nepal        | 9 – 0  | 1 – 1   |

- Le due partite sono state vinte a tavolino dal Tagikistan perché la Siria ha schierato un giocatore non eleggibile[1].

## Terzo round

### Sorteggio
Il sorteggio si è svolto a Rio de Janeiro, in Brasile, il 30 luglio.
Le squadre sono state divise in quattro urne, in base alla Classifica mondiale della FIFA.
| Urna 1                                               | Urna 2                                                     | Urna 3                                                     | Urna 4                                                         |
| ---------------------------------------------------- | ---------------------------------------------------------- | ---------------------------------------------------------- | -------------------------------------------------------------- |
| - Giappone - Australia - Corea del Sud - Iran - Cina | - Uzbekistan - Qatar - Giordania - Arabia Saudita - Kuwait | - Bahrein - Tagikistan - Oman - Iraq - Emirati Arabi Uniti | - Corea del Nord - Thailandia - Singapore - Indonesia - Libano |

Dal sorteggio sono stati formati i seguenti raggruppamenti:
| Gruppo A                              | Gruppo B                                                | Gruppo C                                              | Gruppo D                                         | Gruppo E                             |
| ------------------------------------- | ------------------------------------------------------- | ----------------------------------------------------- | ------------------------------------------------ | ------------------------------------ |
| - Cina - Giordania - Iraq - Singapore | - Corea del Sud - Kuwait - Emirati Arabi Uniti - Libano | - Giappone - Uzbekistan - Tagikistan - Corea del Nord | - Australia - Arabia Saudita - Oman - Thailandia | - Iran - Qatar - Bahrein - Indonesia |

### Gruppi

#### Gruppo A
| Squadra   | Pt | G | V | N | P | GF | GS | DR  |
| --------- | -- | - | - | - | - | -- | -- | --- |
| Iraq      | 15 | 6 | 5 | 0 | 1 | 14 | 4  | +10 |
| Giordania | 12 | 6 | 4 | 0 | 2 | 11 | 7  | +4  |
| Cina      | 9  | 6 | 3 | 0 | 3 | 10 | 6  | +4  |
| Singapore | 0  | 6 | 0 | 0 | 6 | 2  | 20 | -18 |

|           | Cina (bandiera) | Giordania (bandiera) | Iraq (bandiera) | Singapore (bandiera) |
| --------- | --------------- | -------------------- | --------------- | -------------------- |
| Cina      |                 | 3 – 1                | 0 – 1           | 2 – 1                |
| Giordania | 2 – 1           |                      | 1 – 3           | 2 – 0                |
| Iraq      | 1 – 0           | 0 – 2                |                 | 7 – 1                |
| Singapore | 0 – 4           | 0 – 3                | 0 – 2           |                      |

#### Gruppo B
| Squadra             | Pt | G | V | N | P | GF | GS | DR  |
| ------------------- | -- | - | - | - | - | -- | -- | --- |
| Corea del Sud       | 13 | 6 | 4 | 1 | 1 | 14 | 4  | +10 |
| Libano              | 10 | 6 | 3 | 1 | 2 | 10 | 14 | +3  |
| Kuwait              | 8  | 6 | 2 | 2 | 2 | 8  | 9  | -1  |
| Emirati Arabi Uniti | 3  | 6 | 1 | 0 | 5 | 9  | 14 | -5  |

|                     | Corea del Sud (bandiera) | Emirati Arabi Uniti (bandiera) | Kuwait (bandiera) | Libano (bandiera) |
| ------------------- | ------------------------ | ------------------------------ | ----------------- | ----------------- |
| Corea del Sud       |                          | 2 – 1                          | 2 – 0             | 6 – 0             |
| Emirati Arabi Uniti | 0 – 2                    |                                | 2 – 3             | 4 – 2             |
| Kuwait              | 1 – 1                    | 2 – 1                          |                   | 0 – 1             |
| Libano              | 2 – 1                    | 3 – 1                          | 2 – 2             |                   |

#### Gruppo C
| Squadra        | Pt | G | V | N | P | GF | GS | DR  |
| -------------- | -- | - | - | - | - | -- | -- | --- |
| Uzbekistan     | 16 | 6 | 5 | 1 | 0 | 8  | 1  | +7  |
| Giappone       | 10 | 6 | 3 | 1 | 2 | 14 | 3  | +11 |
| Corea del Nord | 7  | 6 | 2 | 1 | 3 | 3  | 4  | -1  |
| Tagikistan     | 1  | 6 | 0 | 1 | 5 | 1  | 18 | -17 |

|                | Corea del Nord (bandiera) | Giappone (bandiera) | Tagikistan (bandiera) | Uzbekistan (bandiera) |
| -------------- | ------------------------- | ------------------- | --------------------- | --------------------- |
| Corea del Nord |                           | 1 – 0               | 1 – 0                 | 0 – 1                 |
| Giappone       | 1 – 0                     |                     | 8 – 0                 | 0 – 1                 |
| Tagikistan     | 1 – 1                     | 0 – 4               |                       | 0 – 1                 |
| Uzbekistan     | 1 – 0                     | 1 – 1               | 3 – 0                 |                       |

#### Gruppo D
| Squadra        | Pt | G | V | N | P | GF | GS | DR |
| -------------- | -- | - | - | - | - | -- | -- | -- |
| Australia      | 15 | 6 | 5 | 0 | 1 | 13 | 5  | +8 |
| Oman           | 8  | 6 | 2 | 2 | 2 | 3  | 6  | -3 |
| Arabia Saudita | 6  | 6 | 1 | 3 | 2 | 6  | 7  | -1 |
| Thailandia     | 4  | 6 | 1 | 1 | 4 | 4  | 8  | -4 |

|                | Arabia Saudita (bandiera) | Australia (bandiera) | Oman (bandiera) | Thailandia (bandiera) |
| -------------- | ------------------------- | -------------------- | --------------- | --------------------- |
| Arabia Saudita |                           | 1 – 3                | 0 – 0           | 3 – 0                 |
| Australia      | 4 – 2                     |                      | 3 – 0           | 2 – 1                 |
| Oman           | 0 – 0                     | 1 – 0                |                 | 2 – 0                 |
| Thailandia     | 0 – 0                     | 0 – 1                | 3 – 0           |                       |

#### Gruppo E
| Squadra   | Pt | G | V | N | P | GF | GS | DR  |
| --------- | -- | - | - | - | - | -- | -- | --- |
| Iran      | 12 | 6 | 3 | 3 | 0 | 17 | 5  | +12 |
| Qatar     | 10 | 6 | 2 | 4 | 0 | 10 | 5  | +5  |
| Bahrein   | 9  | 6 | 2 | 3 | 1 | 13 | 7  | +6  |
| Indonesia | 0  | 6 | 0 | 0 | 6 | 3  | 26 | -23 |

|           | Bahrein (bandiera) | Indonesia (bandiera) | Iran (bandiera) | Qatar (bandiera) |
| --------- | ------------------ | -------------------- | --------------- | ---------------- |
| Bahrein   |                    | 10 – 0               | 1 – 1           | 0 – 0            |
| Indonesia | 0 – 2              |                      | 1 – 4           | 2 – 3            |
| Iran      | 6 – 0              | 3 – 0                |                 | 2 – 2            |
| Qatar     | 0 – 0              | 4 – 0                | 1 – 1           |                  |

## Fase finale

### Nazionali qualificate
- Iraq
- Giordania
- Corea del Sud
- Libano
- Uzbekistan
- Giappone
- Australia
- Oman
- Iran
- Qatar

### Sorteggio
| Gruppo 1                                   | Gruppo 2                               |
| ------------------------------------------ | -------------------------------------- |
| Corea del Sud Iran Libano Qatar Uzbekistan | Australia Giappone Giordania Iraq Oman |

### Risultati

#### Gruppo A
| Squadra       | Pt | G | V | N | P | GF | GS | DR |
| ------------- | -- | - | - | - | - | -- | -- | -- |
| Iran          | 16 | 8 | 5 | 1 | 2 | 8  | 2  | +6 |
| Corea del Sud | 14 | 8 | 4 | 2 | 2 | 13 | 7  | +6 |
| Uzbekistan    | 14 | 8 | 4 | 2 | 2 | 11 | 6  | +5 |
| Qatar         | 7  | 8 | 2 | 1 | 5 | 5  | 13 | -8 |
| Libano        | 5  | 8 | 1 | 2 | 5 | 3  | 12 | -9 |

|               | Iran (bandiera) | Libano (bandiera) | Qatar (bandiera) | Corea del Sud (bandiera) | Uzbekistan (bandiera) |
| ------------- | --------------- | ----------------- | ---------------- | ------------------------ | --------------------- |
| Iran          |                 | 4 – 0             | 0 – 0            | 1 – 0                    | 0 – 1                 |
| Libano        | 1 – 0           |                   | 0 – 1            | 1 – 1                    | 1 – 1                 |
| Qatar         | 0 – 1           | 1 – 0             |                  | 1 – 4                    | 0 – 1                 |
| Corea del Sud | 0 – 1           | 3 – 0             | 2 – 1            |                          | 1 – 0                 |
| Uzbekistan    | 0 – 1           | 1 – 0             | 5 – 1            | 2 – 2                    |                       |

- Iran e  Corea del Sud qualificate direttamente al Mondiale.
- Uzbekistan qualificata allo spareggio intergirone.

#### Gruppo B
| Squadra   | Pt | G | V | N | P | GF | GS | DR  |
| --------- | -- | - | - | - | - | -- | -- | --- |
| Giappone  | 17 | 8 | 5 | 2 | 1 | 16 | 5  | +11 |
| Australia | 13 | 8 | 3 | 4 | 1 | 12 | 7  | +5  |
| Giordania | 10 | 8 | 3 | 1 | 4 | 7  | 16 | -9  |
| Oman      | 9  | 8 | 2 | 3 | 3 | 7  | 10 | -3  |
| Iraq      | 5  | 8 | 1 | 2 | 5 | 4  | 8  | -4  |

|           | Australia (bandiera) | Iraq (bandiera) | Giappone (bandiera) | Giordania (bandiera) | Oman (bandiera) |
| --------- | -------------------- | --------------- | ------------------- | -------------------- | --------------- |
| Australia |                      | 1 – 0           | 1 – 1               | 4 – 0                | 2 – 2           |
| Iraq      | 1 – 2                |                 | 0 – 1               | 1 – 0                | 1 – 1           |
| Giappone  | 1 – 1                | 1 – 0           |                     | 6 – 0                | 3 – 0           |
| Giordania | 2 – 1                | 1 – 1           | 2 – 1               |                      | 1 – 0           |
| Oman      | 0 – 0                | 1 – 0           | 1 – 2               | 2 – 1                |                 |

- Giappone e  Australia qualificati direttamente al Mondiale.
- Giordania qualificata allo spareggio Interzona.

## Spareggio
Le due squadre piazzatesi al terzo posto nei rispettivi gironi hanno disputato uno spareggio. L'andata è stata disputata il 6 settembre, mentre il ritorno il 10 settembre 2013. La vincente si è qualificata allo spareggio Interzona contro la Quinta classificata nel girone della CONMEBOL.
| Squadra 1 | Totale          | Squadra 2  | Andata | Ritorno     |
| --------- | --------------- | ---------- | ------ | ----------- |
| Giordania | 2 – 2 (9-8 dtr) | Uzbekistan | 1 – 1  | 1 – 1 (dts) |

| Arbitro: | Yūichi Nishimura |

|              |           |             |
| Al-Laham 30’ | Marcatori | 36’ Jeparov |

| Arbitro: | Benjamin Williams |

|                                                                                           |                      |                                                                            |
| Ismailov 6’                                                                               | Marcatori            | 42’ Murjan                                                                 |
| Ahmedov Jeparov Kapadze Tuktakodjaev Sergeev Šorakhmedov Denisov Nagaev Tursunov Ismailov | Tiri di rigore 8 – 9 | Yaseen Al-Saify Deeb Murjan Hayel Adous Mustafa Amer Deeb Zahran Al-Dmeiri |

## Marcatori
8 goal
- Lê Công Vinh

6 goal
- Park Chu-Young
- Shinji Okazaki
- Hassan Abdel-Fattah
- Younis Mahmoud

5 goal
- Nasser Al-Shamrani
- Hao Junmin

4 goal
- Joshua Kennedy
- Sayed Saeed
- Yang Xu
- Lee Keun-ho
- Cristian Gonzáles

- Keisuke Honda
- Abdallah Deeb
- Amer Deeb
- Ahmad Hayel

- Nashat Akram
- Yousef Nasser
- Hassan Maatouk
- Khalfan Ibrahim

3 goal
- Alex Brosque
- Ismail Abdul-Latif
- Mohammed Tayeb Al Alawi
- Karim Ansarifard
- Mojtaba Jabbari
- Javad Nekounam

- Shinji Kagawa
- Ryōichi Maeda
- Visay Phapouvanin
- Ali Al Saadi
- Mahmoud El Ali
- Safee Sali

- Amad Al Hosni
- Murad Alyan
- Aleksandar Đurić
- Raja Rafe
- Ismail Matar
- Alexander Geynrikh
- Server Jeparov

2 goal
- Mohammed Noor
- Brett Holman
- Mahmood Abdulrahman
- Jahid Hasan Ameli
- Sam El Nasa
- Kouch Sokumpheak
- Chen Tao
- Deng Zhuoxiang
- Yu Hai
- Yu Hanchao
- Zheng Zheng
- Pak Nam-Chol
- Ji Dong-Won
- Philip Younghusband
- Mike Havenaar
- Hadi Aghily

- Ashkan Dejagah
- Mohammad Reza Khalatbari
- Gholamreza Rezaei
- Andranik Teymourian
- Alaa Abdul-Zahra
- Hawar Mulla Mohammed
- Musaed Neda
- Manolom Phomsouvanh
- Lamnao Singto
- Mohamad Aidil Abd Radzak
- Safiq Rahim
- Anil Gurung
- Ju Manu Rai
- Yusef Ali

- Mohammed Kasola
- Mohammed Razak
- Shi Jiayi
- Chen Po-liang
- Teerasil Dangda
- Datsakorn Thonglao
- Ismail Al Hammadi
- Mohamed Al Shehhi
- Ali Al-Wehaibi
- Bashir Saeed
- Bahodir Nasimov
- Huỳnh Quang Thanh
- Nguyễn Quang Hải

1 goal
- Balal Arezou
- Salem Al-Dossari
- Ahmed Al-Fraidi
- Osama Al-Muwallad
- Mohammad Al-Sahlawi
- Hassan Muath Fallatah
- Osama Hawsawi
- Naif Hazazi
- Brett Emerton
- Mile Jedinak
- Harry Kewell
- Luke Wilkshire
- Mahmood Al Ajmi
- Mithun Chowdhury
- Mohamed Zahid Hossain
- Rezaul Karim
- Chhin Chhoeun
- Laboravy Khuon
- Qu Bo
- Li Weifeng
- Yu Dabao
- Zheng Zhi
- Jang Song-Hyok
- Kim Jung-woo
- Koo Ja-Cheol
- Kwak Tae-Hwi
- Kim Shin-Wook
- Lee Dong-gook
- Nate Burkey
- Emelio Caligdong
- Ángel Guirado
- Stephan Schröck
- Yūichi Komano
- Yasuyuki Konno
- Kengo Nakamura
- Maya Yoshida
- Mossab Al-Laham
- Baha' Abdel-Rahman
- Basem Fathi
- Ahmad Hayel
- Saeed Murjan
- Anas Bani Yaseen
- Jeje Lalpekhlua

- Gouramangi Singh
- Muhammad Ilham
- Mohammad Nasuha
- Bambang Pamungkas
- Muhammad Ridwan
- Saeid Daghighi
- Jalal Hosseini
- Ali Karimi
- Milad Meydavoudi
- Karrar Jassim
- Mustafa Karim
- Qusay Munir
- Waleed Ali
- Fahad Al Ansari
- Fahad Al Enezi
- Bader Al-Mutwa
- Hussain Fadel
- Kanlaya Sysomvang
- Khampheng Sayavutthi
- Souliya Syphasay
- Soukaphone Vongchiengkham
- Tarek Al Ali
- Roda Antar
- Abbas Ali Atwi
- Mohammed Ghaddar
- Akram Moghrabi
- Leong Ka Hang
- Abdul Hadi Yahya
- Khürelbaataryn Tsend-Ayuush
- Mai Aih Naing
- Pai Soe
- Bharat Khawas
- Jagjit Shrestha
- Sujal Shrestha
- Bhola Silwal
- Ismail Sulaiman Al Ajmi
- Hussain Al-Hadhri
- Ahmed Mubarak Al Mahaijri
- Abdulaziz Al-Muqbali
- Ismail Al-Amour

- Husam Wadi
- Abdulaziz Al Sulaiti
- Mohamed El-Sayed
- Meshal Mubarak
- Andres Quintana
- Sebastián Soria
- Mohammad Abdul
- Fahrudin Mustafić
- Qiu Li
- George Mourad
- Nadim Sabagh
- Chathura Gunaratne
- Chang Han
- Xavier Chen
- Achtam Chamrokulov
- Kamil Saidov
- Jakkraphan Kaewprom
- Sompong Soleb
- João Kik
- Arslanmyrat Amanow
- Gahrymanberdi Çoňkaýew
- Wýaçeslaw Krendelew
- Berdi Şamyradow
- Ismail Al Hammadi
- Hamdan Al Kamali
- Ahmed Khalil
- Mahmoud Khamees
- Odil Ahmedov
- Ulugbek Bakaev
- Marat Bikmaev
- Timur Kapadze
- Victor Karpenko
- Aleksandr Shadrin
- Jasur Hasanov
- Maksim Shatskix
- Sanžar Tursunov
- Nguyễn Ngọc Thanh
- Nguyễn Trọng Hoàng
- Nguyễn Văn Quyết
- Phạm Thành Lương

1 autogoal
- Mahmoud Baquir Younes (pro Kuwait)
- Rashid Al Farsi (pro Thailandia)

- Farrukh Choriev (pro Siria)
- Walid Abbas (pro Kuwait)

- Hamdan Al Kamali (pro Corea del Sud)